# ロベルト・モレノ
ロベルト・プポ・モレノ（Roberto Pupo Moreno, 1959年2月11日 - ）は、ブラジル・リオデジャネイロ出身のレーシングドライバー。1988年には国際F3000のシリーズチャンピオンを獲得するなど実力はあるものの、スポンサーや運に恵まれず、F1においては多くの弱小チームを転々としたことで知られる。
名前のカタカナ表記は「ホベルト・モレーノ」の方が実際の発音に近いが、日本国内では一般に「ロベルト・モレノ」の表記が定着しているため、本記事でもそちらを採用する。

## プロフィール

### デビュー
1974年にカートレースを始め、1979年にはイギリスに渡りフォーミュラ・フォードに挑戦。1981年にはイギリス国内のフォーミュラ・フォード選手権チャンピオンとなり、翌1982年にイギリス・フォーミュラ3選手権にステップアップ。同年マカオGPで優勝した。

### F1/F2/F3000時代

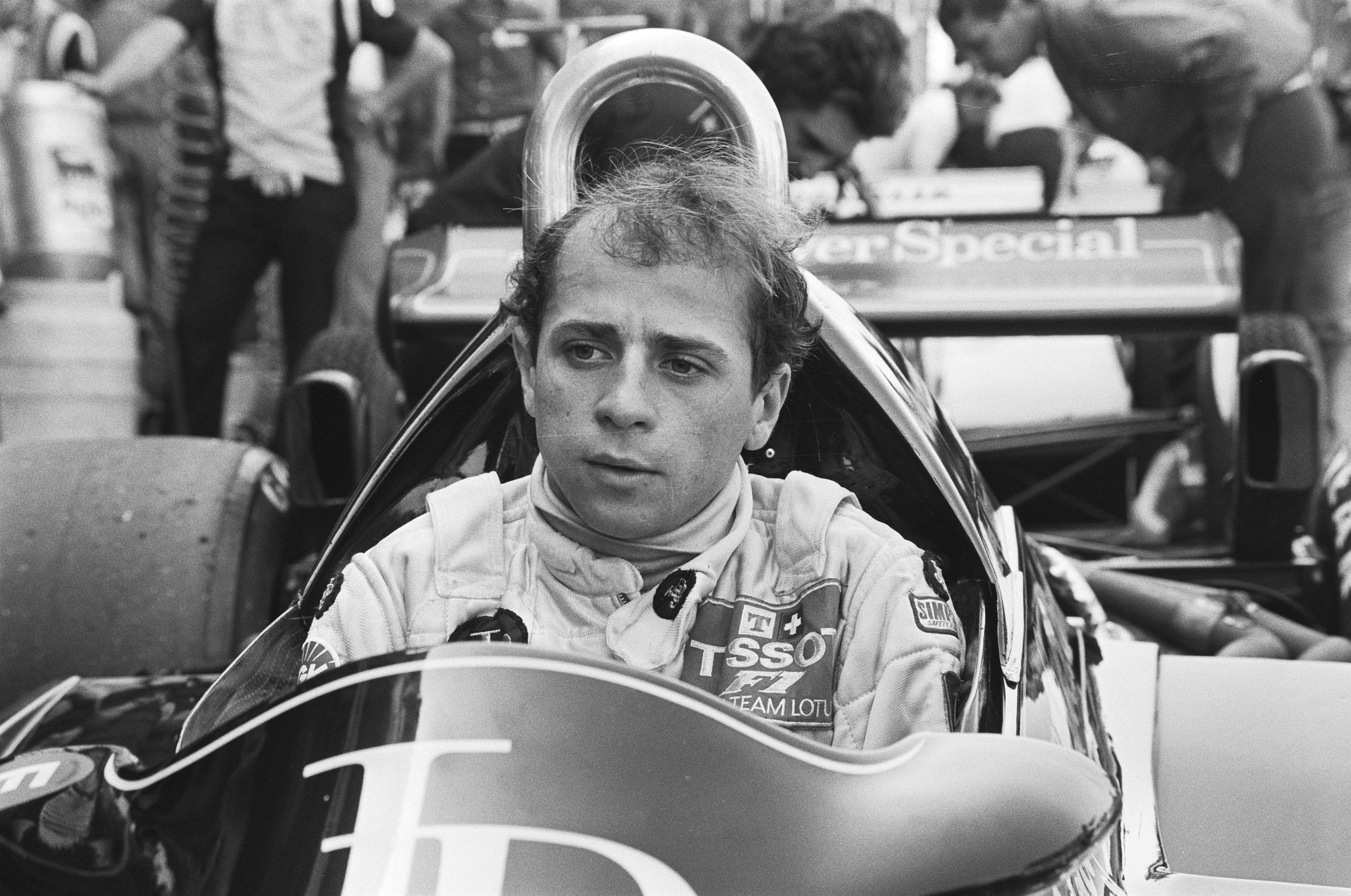
ロータス91でオランダGPの予選に挑むモレノ（1982年）

1982年、イギリスF3での走りを評価したチーム・ロータスがモレノをテスト・ドライバーとして起用、3年間のテスト契約を結ぶ。オランダGPでは欠場するナイジェル・マンセルの代役としてロータスからF1参戦を果たしたが、予選通過に失敗し公式記録上のF1デビューを果たせなかった。以後F2やCART、F3000など様々なカテゴリーを掛け持ちする生活が続く。1985年には来日してノバ・エンジニアリングに加入し全日本F2選手権にシーズン途中から参戦した。

### F1時代

#### 1987年
1987年日本GPでフランスのAGSよりF1に復帰し初の予選通過。公式記録上はこれが「F1デビュー」となった。続く最終戦オーストラリアGPでは6位でゴールし初入賞を果たした。

#### 1988年
翌1988年にはフェラーリのテストドライバーとなり、翌年より全面施行される3.5リッター・NAエンジン規定に向けた先行開発マシン、フェラーリ・639の開発を任される。ジョン・バーナードがデザインした同マシンは、1990年代以後のF1でスタンダードとなっているセミオートマチックトランスミッション（パドルシフト）を搭載するなど、多くの新機軸が盛り込まれたマシンだった（結局同マシンは翌年に改良版のフェラーリ・640としてデビューする）。
その際、モレノはプレスに一言もリップサービスすることなく機密を守り、黙々と仕事をし、これがバーナードが信頼を寄せるきっかけとなった。モレノは同マシンの開発を行うかたわら、並行して1988年の国際F3000選手権に参戦し、4勝を挙げる独走で同シリーズのチャンピオンを獲得する（シリーズ2位はオリビエ・グルイヤール）。

#### 1989年
そして1989年コローニから初めてのF1フル参戦、しかしマシンは速さが決定的に欠けており、シーズン後半は予備予選組に転落、結局予選を通過したのはこの年4回のみだった（完走ゼロ）。

#### 1990年
ユーロブルンに移籍する。序盤戦こそ予備予選を通過して決勝で完走も果たすが、中盤戦以降は予備予選落ちが続いた。チームも資金不足のため日本GPを含む終盤2戦の参戦を断念。F1シートを失った。一方でモレノは夏前から翌シーズンに向けてブラバムと接触していた。同じくブラバムと交渉しシートが内定していたマーティン・ブランドルも「('91の)チームメイトはモレノになるだろうと思っていた」と述べている。
また、この年からベネトンに移籍していたジョン・バーナードがフェラーリ時代のテストで旧知のモレノに白羽の矢を立て、ベネトンのテストドライバーに起用し、ユーロブルンでのレースと並行して活動した。
日本GP直前の10月12日、ベネトンのアレッサンドロ・ナニーニがヘリコプターの墜落で右腕を切断する事故が発生した。ベネトンは日本GPでのナニーニの代役としてモレノを起用し、モレノはその期待に応え、日本GPでネルソン・ピケに次ぐ2位に入り、ベネトンはチーム初となる1-2フィニッシュを達成した。
レース終了後、検車場に降り立った苦労人は感極まってピケやバーナードらと抱き合い男泣きに泣いたが、3位の鈴木亜久里と共に立った初のF1表彰台では終始人懐っこい笑顔を見せ、国歌演奏時ピケに帽子を取るよう促された際は脱帽後照れ隠しに舐めた掌で自身の頭を撫で回し、大観衆の笑いを誘った。そしてトロフィー授与の場面では、観客からピケや鈴木にひけを取らない拍手と歓声が送られた。
ちなみに日本GPの決勝終了後の記者会見では、日本人として初めてF1の表彰台に上った鈴木亜久里が「僕は前の年、毎レース金曜の朝8時から9時まででレースが終わってしまってばかりで…」と語っているところに、自らも予備予選落ちを繰り返していた経験を踏まえ「I know this feeling!」と合いの手を入れ、報道陣を爆笑させた。

#### 1991年

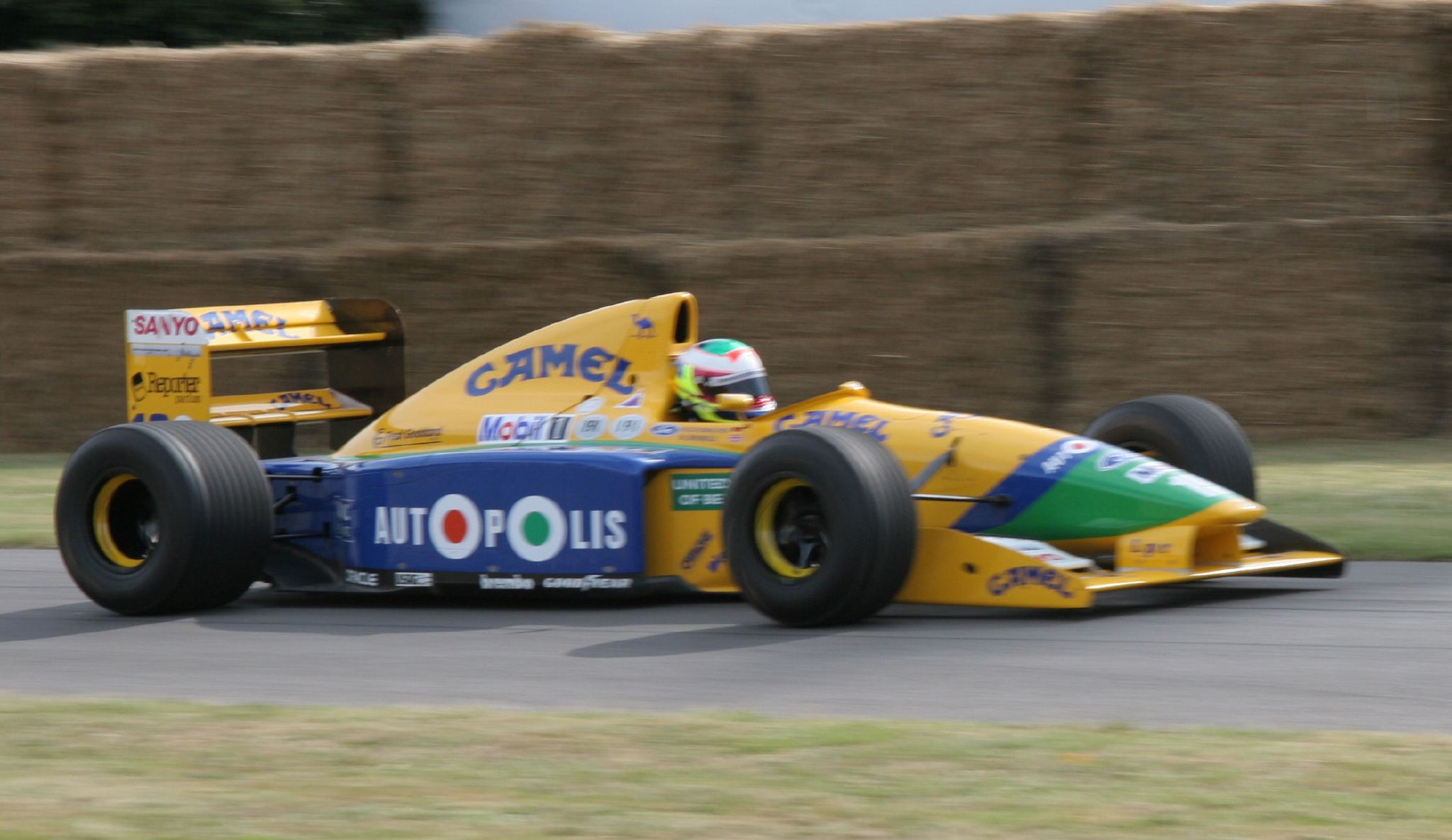
ベネトンB191・フォード（1991年）

前年の代役から翌1991年はベネトンのレギュラードライバーとなり、ようやく安定した体制で戦えるシートを手に入れた。イタリアGPまでに2度の4位入賞を果たし堅実なドライビングを見せていたが、チームメイトのピケに対し成績で劣り、またシーズン半ばでモレノの後ろ盾だったジョン・バーナードがベネトンを離脱した影響もあり、フラビオ・ブリアトーレはベルギーGPでミハエル・シューマッハがジョーダン・191に乗り鮮烈なF1デビューを飾ると、シューマッハを強引にベネトンへと引き抜き、モレノを放出する。
モレノはベネトンチームから支払われた違約金を持ち込んでジョーダンに移るが、そのシートも2戦限りでアレッサンドロ・ザナルディに奪われてしまう。最終戦オーストラリアGPでは、度重なるチーム批判の結果フェラーリを解雇されたアラン・プロストの代役を、当時フェラーリのテストドライバーを兼務していたミナルディのジャンニ・モルビデリが務めることとなったため、その代役としてモレノは1戦のみミナルディのシートを得たがチーム残留は果たせず、この年は1年で3チームから出走するなど、またしても元の流浪のドライバー生活に戻ってしまった。

#### 1992年
シーズン開幕時には正シートを得られず、ロン・デニスからマクラーレン・ホンダのテストドライバー就任要請があり、91/92オフシーズンテストではまだしばらくは実戦で継続使用されるMP4/6の改良テストをアラン・マクニッシュと共に行っていた。しかし古巣であるコローニを買収して新規参戦するアンドレア・モーダがアレックス・カフィ、エンリコ・ベルタッジアというレギュラードライバーを1戦も走らせず解雇し、モレノにF1実戦復帰のオファーをしたため、マクラーレンのテスト契約を辞してアンドレア・モーダに加入した。しかし予選通過はモナコGPの1回のみに終わった（とは言え、アンドレア・モーダは予選通過はおろか予備予選通過も不可能といわれていたマシン・チームで、この予選通過は奇跡と言われた）。そのアンドレア・モーダはイタリアGPにおいてFISA（国際自動車スポーツ連盟、現在は国際自動車連盟(FIA)に吸収される）より参戦禁止処分を受けF1から追放、モレノもそれによりまたF1シートを失う。

#### 1995年

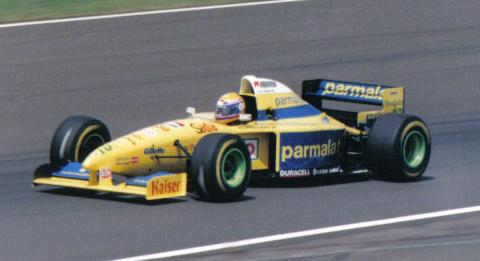
フォルティ・コルセFG01・フォード（1995年）

その後はイタリアとフランスのツーリングカー選手権やパン・アメリカン・カート選手権に参戦しながらF1復帰のチャンスをうかがい、1995年には経験を買われてこの年から新規参戦したフォルティ・コルセより3年ぶりにF1に復帰。関係者から大いに祝福されたが、例によって弱小チームゆえマシンも遅く、参戦チーム数の減少により予選落ちがなくシーズン全戦で決勝に進んだが、チームメイトのペドロ・ディニスの裏方に徹し目立たない1年となった（最高位はベルギーGPの14位）。
パシフィックGPと日本GPにはスポンサーを持つ野田英樹のスポット参戦が決まりシートを明け渡すことになっていたが、直前になってFIAが野田にスーパーライセンスの発給を認めないことになったため、木曜の昼になって急遽モレノが呼び戻され、香港にいたモレノは飛行機を手配して岡山に急行した。この年を最後にF1シートを得ることは無かった。

### F1後

#### CART/インディカー

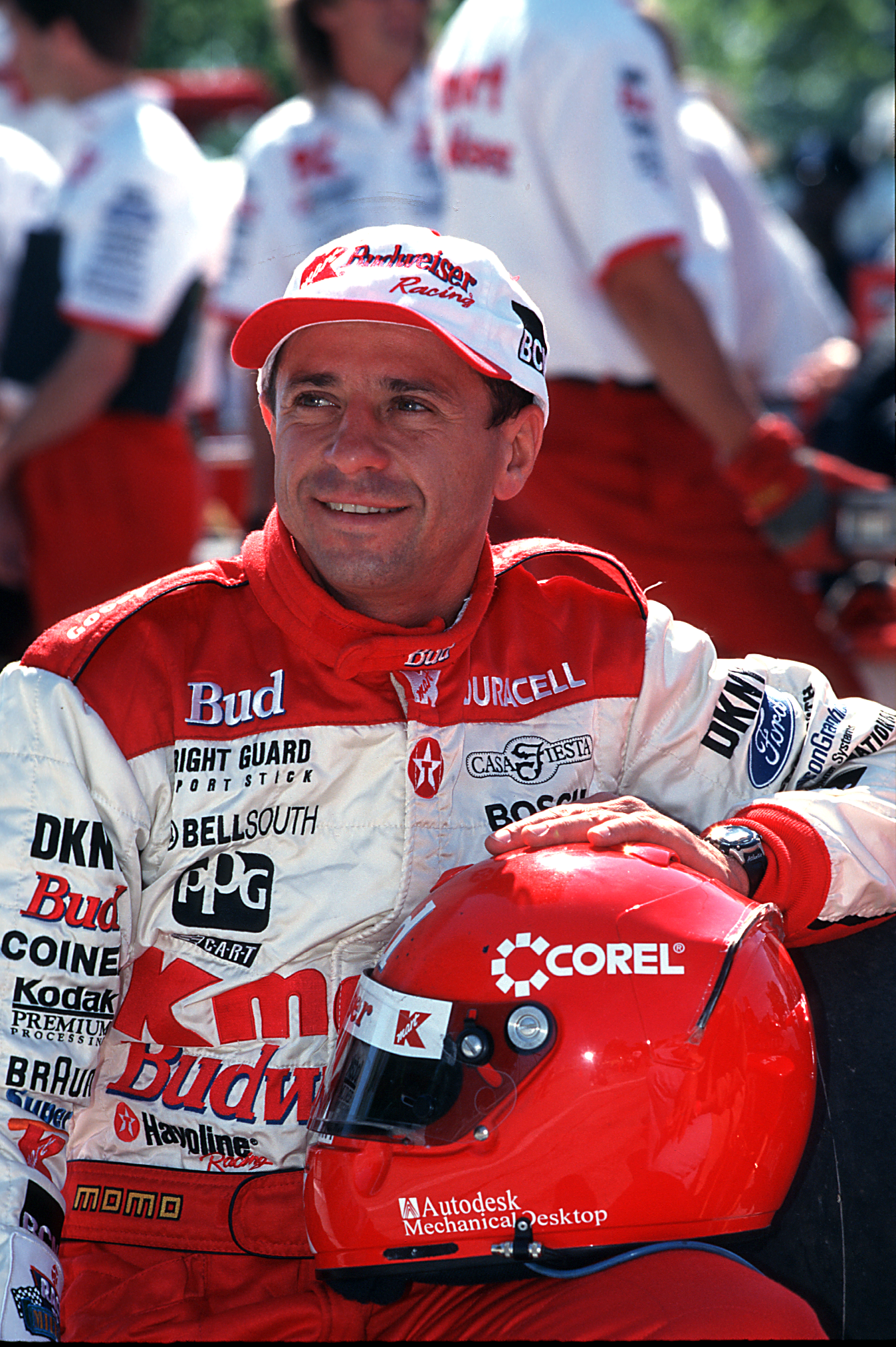
CART時代（1997年）

1996年より本格的にアメリカ大陸のレースに活動を移し、ペイトン・コインよりCARTへ参戦する。1997年以降はなかなか安定したシートは得られず、専ら「スーパーサブ」として、ドライバーのケガなどでシートに空きの出たチームからレースに出走することが多くなり、1997年は3チーム、1998年は2チーム、1999年は2チームからスポット参戦した。1998年はシーズン途中からトップチームであるペンスキーのテストドライバーに就任した。1999年は7戦欠場したにもかかわらず総合ランキング14位に入った。
2000年には久々にパトリック・レーシングよりレギュラー参戦を果たし、クリーブランドで優勝。2001年はバンクーバーで優勝を果たした。2003年でチャンプカー（CARTより改称）への参戦に一区切りを打つ。
2005年よりアメリカのスポーツカーレースであるグラン・ダム・シリーズに参戦する一方、インディカー・シリーズに参戦するエド・カーペンターのコーチを務めていたが、2006年3月にホームステッド＝マイアミ・スピードウェイで行われた開幕戦でカーペンターとポール・ダナが接触し、ダナが死亡、カーペンターが負傷したことから、次戦ではモレノが急遽カーペンターの代役として参戦することになった。急なスポット参戦だったが予選11位、決勝10位の結果を残す。
2007年以降はチャンプカーやインディ500に代役で出走した。2008年は、チャンプカー・シリーズがインディカー・シリーズとの統合により消滅したことによる最後のシーズンとなる中、ロングビーチ・グランプリにミナルディチームUSAから参戦した。

## エピソード
- 1987年は終盤戦のみAGSに加入しF1参戦し、AGSでの2戦目（1987年オーストラリアグランプリ）で1ポイントゲットしたものの、チームからのギャラは支払われず、しかもチームが支払うべきホテル代やクリーニング代すらも支払われなかったため、モレノ自身が全てを立替払いした。後にAGSとは裁判沙汰に発展した。
- 身長168cm、体重58kg、と華奢な体型でありかつ年齢の割には頭髪が薄く、1990年日本GPでネルソン・ピケとベネトン＆ブラジリアン1-2フィニッシュを決めた際の2人の抱擁シーンでは「どちらが年上かわからない」とスポーツ誌に茶化されたこともある。
- 1990年、アレッサンドロ・ナニーニの代役としてベネトンに乗ることが決まった当日、その日の午前中、モレノは翌年のシート探しを兼ねて、ブラバムのオフィスに行こうとするも、素っ気なく断られた。その後ベネトンのジョン・バーナードに電話をすると「お茶でもしないか？来季のマシンを見ることならできるよ」と誘われ、ベネトンのオフィスを訪れた。そして2人が雑談しているときに、ナニーニのヘリコプター事故の知らせが入った。ベネトンでは緊急会議を開き、まず最初に鈴鹿をよく知る星野一義に代役オファーを出したが、金銭条件が折り合わず星野が固辞したため、会議の間オフィスに足留めされていたモレノがバーナードの推薦で代役となった[7]。
- 1990年の日本グランプリでピケと1-2フィニッシュを達成したことで、一気に日本のF1ファンにその名が知れ渡った。ベネトンチームがレース直前ナニーニのヘリコプター事故で注目されてしまった事・モレノ自身が優勝した元チャンピオン・ピケの無名時代からの舎弟関係だった事、表彰台に、自身と同じく前年の予備予選で苦しんだ「戦友」の鈴木亜久里が3位で一緒に上がった事などがその要因となっている。
- 1995年の日本GPの予選中にヘアピンカーブでマシンが止まった際、「ロベルトー！」「モレノー！」と観客から数多くの声援が飛んだ。モレノもそれに応じ、観客スタンドへにこやかに手を振り好漢ぶりを示した。
- 1999年、ロビー・ゴードンと共に5月29日のCART第6戦マディソン（モトローラ300（約480km））と、翌日開催のIRL第4戦インディ500（約800km）にかけ持ち出走するというタフな一面を見せた。両レース完走すれば2日間で約1280kmのレース距離を消化することになったが、モレノは約970km、ゴードンは約820kmを走った[8]。
- 2000年、CART第9戦クリーブランドにおいて初優勝した際のインタビューで、「『月に行きたい』と言って相手にされなくても、努力を重ね、とうとう月に到達する。それが人生だと思う。」と語った[9]。現在でもレース関係者が発した名言の代表格とされている。
- 2017年に鈴鹿サーキットで開催された「Suzuka Sound of Engine 2017」にゲストとして登場。トークショーに出演し片山右京との共演や、往年のF1マシンによるデモ走行も行なった。なお、鈴鹿を訪れたのは1995年のフォルティF1時代以来22年ぶりだった[10]。

## カーナンバー (F1)
- 12 (1982年第9戦)
- 14 (1987年第15戦、16戦)
- 31 (1989年)
- 33 (1990年第1戦〜14戦)
- 19 (1990年第15戦〜1991年第11戦)
- 32 (1991年第12戦、13戦)
- 24 (1991年第16戦)
- 34 (1992年第3戦〜7戦、9戦〜12戦)
- 22 (1995年)

## レース戦績

### イギリス・フォーミュラ3選手権
| 年     | エントラント       | シャシー   | エンジン       | 1   | 2   | 3   | 4   | 5       | 6     | 7       | 8      | 9     | 10     | 11    | 12      | 13      | 14      | 15      | 16    | 17    | 18    | 19    | 20    | 順位 | ポイント |
| ------ | ------------------ | ---------- | -------------- | --- | --- | --- | --- | ------- | ----- | ------- | ------ | ----- | ------ | ----- | ------- | ------- | ------- | ------- | ----- | ----- | ----- | ----- | ----- | ---- | -------- |
| 1981年 | バロンレーシング   | ラルト RT3 | トヨタ 2T-G    | SIL | THR | SIL | MAR | THR     | THR   | SNE DNS | SIL 4  | CAD 6 | SIL 1* | SIL 6 | BRH 14  | SIL DSQ | MAR 1   | OUL Ret | SIL 8 | OUL 3 | SIL 6 | SNE 2 | THR 4 | 11位 | 10       |
| 1982年 | Lvens Lumar Racing | ラルト RT3 | トヨタ 2T-G    | SIL | THR | SIL | THR | MAR Ret | SNE 3 | SIL 1   | SIL 4* | CAD 1 | SIL 1  | BRH 3 |         | OUL Ret | BRH Ret | SIL     | SNE   | OUL   | SIL   | BRH   | THR   | 6位  | 42       |
| 1982年 | Lvens Lumar Racing | ラルト RT3 | アルファロメオ |     |     |     |     |         |       |         |        |       |        |       | MAR DNS |         |         |         |       |       |       |       |       | 6位  | 42       |

- * : ヨーロッパF3との合同レース

### 全日本F2選手権
| 年     | チーム    | マシン         | エンジン       | タイヤ | 車番 | 1   | 2   | 3   | 4     | 5       | 6       | 7     | 8       | 順位 | ポイント |
| ------ | --------- | -------------- | -------------- | ------ | ---- | --- | --- | --- | ----- | ------- | ------- | ----- | ------- | ---- | -------- |
| 1984年 | ラルト    | ラルト・RH6/84 | ホンダ・RA264E | B      | 21   | SUZ | FSW | NIS | SUZ   | SUZ     | FSW     | SUZ   | SUZ 3   | 12位 | 12       |
| 1985年 | ADVANノバ | マーチ・842    | ホンダ・RA265E | Y      | 10   | SUZ | FSW | NIS | SUZ 6 | SUZ Ret | FSW Ret | SUZ 2 | SUZ Ret | 11位 | 21       |

### ヨーロッパ・フォーミュラ2選手権
| 年     | チーム           | シャーシ    | エンジン       | 1     | 2     | 3       | 4     | 5       | 6     | 7       | 8      | 9     | 10    | 11    | 順位 | ポイント |
| ------ | ---------------- | ----------- | -------------- | ----- | ----- | ------- | ----- | ------- | ----- | ------- | ------ | ----- | ----- | ----- | ---- | -------- |
| 1984年 | Ralt Racing Ltd. | ラルト・RH6 | ホンダ・RA264E | SIL 2 | HOC 1 | THR Ret | VLL 2 | MUG Ret | PAU 3 | HOC Ret | MIS NC | PER 2 | DON 1 | BRH 3 | 2位  | 44       |

### 国際F3000選手権
| 年     | エントラント                 | シャシー        | エンジン       | 1       | 2       | 3     | 4      | 5     | 6       | 7       | 8     | 9      | 10    | 11      | 12  | 順位 | ポイント |
| ------ | ---------------------------- | --------------- | -------------- | ------- | ------- | ----- | ------ | ----- | ------- | ------- | ----- | ------ | ----- | ------- | --- | ---- | -------- |
| 1985年 | バロン・レーシング           | ティレル・012   | コスワース DFV | SIL 6   | THR Ret | EST 5 | NÜR    | VLL 9 | PAU     | SPA     | DIJ   | PER    | ÖST   | ZAN     | DON | 15位 | 3        |
| 1986年 | ブロムレイ・モータースポーツ | ラルト・RT20    | コスワース DFV | SIL     | VLL     | PAU   | SPA    | IMO   | MUG     | PER     | ÖST   | BIR 10 | BUG   | JAR     |     | NC   | 0        |
| 1987年 | ラルトレーシング             | ラルト・RT21/87 | ホンダ・RA387E | SIL 3   | VLL 11  | SPA 3 | PAU 10 | DON 4 | PER 1   | BRH 3   | BIR 2 | IMO 5  | BUG 9 | JAR Ret |     | 3位  | 30       |
| 1988年 | ブロムレイ・モータースポーツ | レイナード・88D | コスワース DFV | JER Ret | VLL 4   | PAU 1 | SIL 1  | MNZ 1 | PER Ret | BRH Ret | BIR 1 | BUC 5  | ZOL 5 | DIJ Ret |     | 1位  | 43       |

### F1
| 年     | 所属チーム         | シャシー | 1       | 2        | 3        | 4        | 5        | 6       | 7        | 8        | 9        | 10       | 11       | 12       | 13       | 14       | 15       | 16       | 17      | WDC       | ポイント |
| ------ | ------------------ | -------- | ------- | -------- | -------- | -------- | -------- | ------- | -------- | -------- | -------- | -------- | -------- | -------- | -------- | -------- | -------- | -------- | ------- | --------- | -------- |
| 1982年 | ロータス           | 91       | RSA     | BRA      | USW      | SMR      | BEL      | MON     | DET      | CAN      | NED DNQ  | GBR      | FRA      | GER      | AUT      | SUI      | ITA      | CPL      |         | NC (40位) | 0        |
| 1987年 | AGS                | JH22     | BRA     | SMR      | BEL      | MON      | DET      | FRA     | GBR      | GER      | HUN      | AUT      | ITA      | POR      | ESP      | MEX      | JPN Ret  | AUS 6    |         | 19位      | 1        |
| 1989年 | コローニ           | FC188B   | BRA DNQ | SMR DNQ  | MON Ret  | MEX DNQ  | USA DNQ  |         |          |          |          |          |          |          |          |          |          |          |         | NC (21位) | 0        |
| 1989年 | コローニ           | C3       |         |          |          |          |          | CAN Ret | FRA DNQ  | GBR Ret  | GER DNPQ | HUN DNPQ | BEL DNPQ | ITA DNPQ | POR Ret  | ESP DNPQ | JPN DNPQ | AUS DNPQ |         | NC (21位) | 0        |
| 1990年 | ユーロブルン       | ER189    | USA 13  | BRA DNPQ | SMR Ret  | MON DNQ  | CAN DNQ  |         |          |          |          |          |          |          |          |          |          |          |         | 10位      | 6        |
| 1990年 | ユーロブルン       | ER189B   |         |          |          |          |          | MEX DSQ | FRA DNPQ | GBR DNPQ | GER DNPQ | HUN DNPQ | BEL DNPQ | ITA DNPQ | POR DNPQ | ESP DNPQ |          |          |         | 10位      | 6        |
| 1990年 | ベネトン           | B190     |         |          |          |          |          |         |          |          |          |          |          |          |          |          | JPN 2    | AUS 7    |         | 10位      | 6        |
| 1991年 | ベネトン           | B190B    | USA Ret | BRA 7    |          |          |          |         |          |          |          |          |          |          |          |          |          |          |         | 10位      | 8        |
| 1991年 | ベネトン           | B191     |         |          | SMR 13   | MON 4    | CAN Ret  | MEX 5   | FRA Ret  | GBR Ret  | GER 8    | HUN 8    | BEL 4    |          |          |          |          |          |         | 10位      | 8        |
| 1991年 | ジョーダン         | 191      |         |          |          |          |          |         |          |          |          |          |          | ITA Ret  | POR 10   | ESP      | JPN      |          |         | 10位      | 8        |
| 1991年 | ミナルディ         | M191     |         |          |          |          |          |         |          |          |          |          |          |          |          |          |          | AUS 16   |         | 10位      | 8        |
| 1992年 | アンドレア・モーダ | S921     | RSA     | MEX      | BRA DNPQ | ESP DNPQ | SMR DNPQ | MON Ret | CAN DNPQ | FRA      | GBR DNPQ | GER DNPQ | HUN DNQ  | BEL DNQ  | ITA      | POR      | JPN      | AUS      |         | NC (34位) | 0        |
| 1995年 | フォルティ         | FG01     | BRA Ret | ARG NC   | SMR NC   | ESP Ret  | MON Ret  | CAN Ret | FRA 16   | GBR Ret  | GER Ret  | HUN Ret  | BEL 14   | ITA Ret  | POR 17   | EUR Ret  | PAC 16   | JPN Ret  | AUS Ret | NC (32位) | 0        |

- 太字はポールポジション、斜字はファステストラップ。(key)

### CART,CCWS
| 年     | チーム                                   | 1        | 2       | 3        | 4        | 5       | 6       | 7       | 8       | 9      | 10      | 11      | 12     | 13     | 14      | 15     | 16      | 17      | 18     | 19     | 20      | 21     | 順位 | ポイント |
| ------ | ---------------------------------------- | -------- | ------- | -------- | -------- | ------- | ------- | ------- | ------- | ------ | ------- | ------- | ------ | ------ | ------- | ------ | ------- | ------- | ------ | ------ | ------- | ------ | ---- | -------- |
| 1985年 | ガレス・レーシング                       | LBH      | INDY    | MIL      | POR      | MEA Ret | CLE     | MIS1    | ROA Ret | POC    | MDO Ret | SAN     | MIS2   | LS Ret | PHX     | MIA 5  |         |         |        |        |         |        | 28位 | 10       |
| 1986年 | ガレス・レーシング                       | PHX1 Ret | LBH Ret | INDY Ret | MIL 13   | POR Ret | MEA Ret | CLE Ret | TOR Ret | MIS1 6 | POC 10  | MDO Ret | SAN    | MIS2 6 | ROA Ret | LS Ret | PHX2 10 | MIA Ret |        |        |         |        | 16位 | 30       |
| 1994年 | アリゾナ・モータースポーツ               | SRF      | PHX     | LBH      | INDY DNQ | MIL     | DET     | POR     | CLE     | TOR    | MIS     | MDO     | NHM    | VAN    | ROA     | NZR    | LS      |         |        |        |         |        | NC   | 0        |
| 1996年 | ペイトン・コイン・レーシング             | MIA 27   | RIO 9   | SRF 12   | LBH 8    | NZR 24  | 500 3   | MIL 25  | DET 23  | POR 19 | CLE 14  | TOR 23  | MIS 23 | MDO 23 | ROA 22  | VAN 27 | LS 12   |         |        |        |         |        | 21位 | 25       |
| 1997年 | ペイトン・コイン・レーシング             | MIA 24   | SRF     |          |          |         |         |         |         |        |         |         |        |        |         |        |         |         |        |        |         |        | 19位 | 16       |
| 1997年 | ニューマン・ハース・レーシング           |          |         | LBH 24   | NZR 14   | RIO 18  | GAT 25  | MIL 10  | DET 5   | POR    | CLE     | TOR     | MIS    | MDO    | ROA     |        |         |         |        |        |         |        | 19位 | 16       |
| 1997年 | ベッテンハウゼン・レーシング             |          |         |          |          |         |         |         |         |        |         |         |        |        |         | VAN 15 | LS 10   | FON     |        |        |         |        | 19位 | 16       |
| 1998年 | プロジェクト・インディ                   | MIA 15   | MOT 26  | LBH      | NZR      | RIO     | GAT     |         |         |        |         |         |        |        |         |        |         |         |        |        |         |        | 31位 | 0        |
| 1998年 | ニューマン・ハース・レーシング           |          |         |          |          |         |         | MIL 24  | DET     | POR    | CLE     | TOR     | MIS    | MDO    | ROA     | VAN    | LAG     | HOU     | SRF    | FON    |         |        | 31位 | 0        |
| 1999年 | パックウェスト・レーシング               | MIA      | MOT     | LBH      | NZR      | RIO 11  | STL 4   | MIL 12  | POR 7   | CLE 8  | ROA 19  | TOR 4   | MIS 19 |        |         |        |         |         |        |        |         |        | 14位 | 50       |
| 1999年 | ニューマン・ハース・レーシング           |          |         |          |          |         |         |         |         |        |         |         |        | DET 14 | MDO 16  | CHI 9  | VAN 15  | LS 2    | HOU    | SRF    | FON     |        | 14位 | 50       |
| 2000年 | パトリック・レーシング                   | MIA 2    | LBH 9   | RIO 6    | MOT 3    | NZR 14  | MIL 5   | DET 17  | POR 2   | CLE 1* | TOR 13  | MIS 23  | CHI 6  | MDO 11 | ROA 4   | VAN 10 | LS 25   | STL 3   | HOU 11 | SRF 19 | FON 2   |        | 3位  | 147      |
| 2001年 | パトリック・レーシング                   | MTY 27   | LBH 11  | TXS      | NZR 12   | MOT 10  | MIL 15  | DET 3   | POR 2   | CLE 8  | TOR 11  | MIS 12  | CHI 20 | MDO 6  | ROA 11  | VAN 1  | LAU 23  | ROC 13  | HOU 22 | LS 22  | SRF 22* | FON 19 | 13位 | 76       |
| 2003年 | ハーディス・コンペティション             | STP 5    | MTY 6   | LBH 17   | BRH 7    | LAU 10  | MIL 19  | LS 15   | POR 9   | CLE 18 | TOR 6   | VAN 17  | ROA 7  | MDO 19 | MTL 7   | DEN 16 | MIA /2  | MXC     | SRF 16 |        |         |        | 13位 | 67       |
| 2007年 | パシフィック・コースト・モータースポーツ | LVG      | LBH     | HOU 12   | POR      | CLE     | MTT     | TOR     | EDM     | SJO    | ROA     | ZOL     | ASN    | SRF    | MXC     |        |         |         |        |        |         |        | 22位 | 9        |

### フランス・スーパーツーリング選手権
| 年     | チーム                                 | 使用車両            | 1   | 2   | 3     | 4     | 5   | 6     | 7     | 8     | 9   | 10  | 順位 | ポイント |
| ------ | -------------------------------------- | ------------------- | --- | --- | ----- | ----- | --- | ----- | ----- | ----- | --- | --- | ---- | -------- |
| 1993年 | グラフレーシングチーム・アルファロメオ | アルファロメオ・155 | NOG | MAG | DIJ 3 | PAU 4 | VDV | LEC 2 | ALB 4 | BUG 6 | DML | NOG | 7位  | 94       |

### ル・マン24時間レース
| 年     | チーム                                                                          | コ・ドライバー                      | 使用車両      | クラス | 周回数 | 総合順位 | クラス順位 |
| ------ | ------------------------------------------------------------------------------- | ----------------------------------- | ------------- | ------ | ------ | -------- | ---------- |
| 1984年 | スコール・バンディット・ポルシェ・チーム ジョン・フィッツパトリック・レーシング | ガイ・エドワーズ ルパート・キーガン | ポルシェ・962 | C1     | 72     | DNF      | DNF        |

### デイトナ24時間レース
| 年     | チーム                                 | コ・ドライバー                                                                  | 車両                                | クラス | 周回 | 総合 | クラス |
| ------ | -------------------------------------- | ------------------------------------------------------------------------------- | ----------------------------------- | ------ | ---- | ---- | ------ |
| 2005年 | スピリット・オブ・デイトナ・レーシング | ドグ・ゴーアド ステファン・グレゴイル ボブ・ワード                              | クロフォード・ポンティアタック-DP03 | DP     | 194  | DNF  | DNF    |
| 2007年 | ブルモス・レーシング                   | J・C・フランス ハーレイ・ヘイウッド ジョアン・バルボーザ デイビッド・ダナヒュー | ライリー・Mk.XI-ポルシェ            | DP     | 662  | 4位  | 4位    |

### スパ・フランコルシャン24時間レース
| 年     | チーム              | コ・ドライバー                          | 車両    | クラス | 周回 | 総合順位 | クラス順位 |
| ------ | ------------------- | --------------------------------------- | ------- | ------ | ---- | -------- | ---------- |
| 1987年 | BMW・シュニッツァー | アラン・グライス ウィルヘルム・サイラー | BMW・M3 | Div.2  | 178  | DNF      | DNF        |